# Lyttelton Harbour

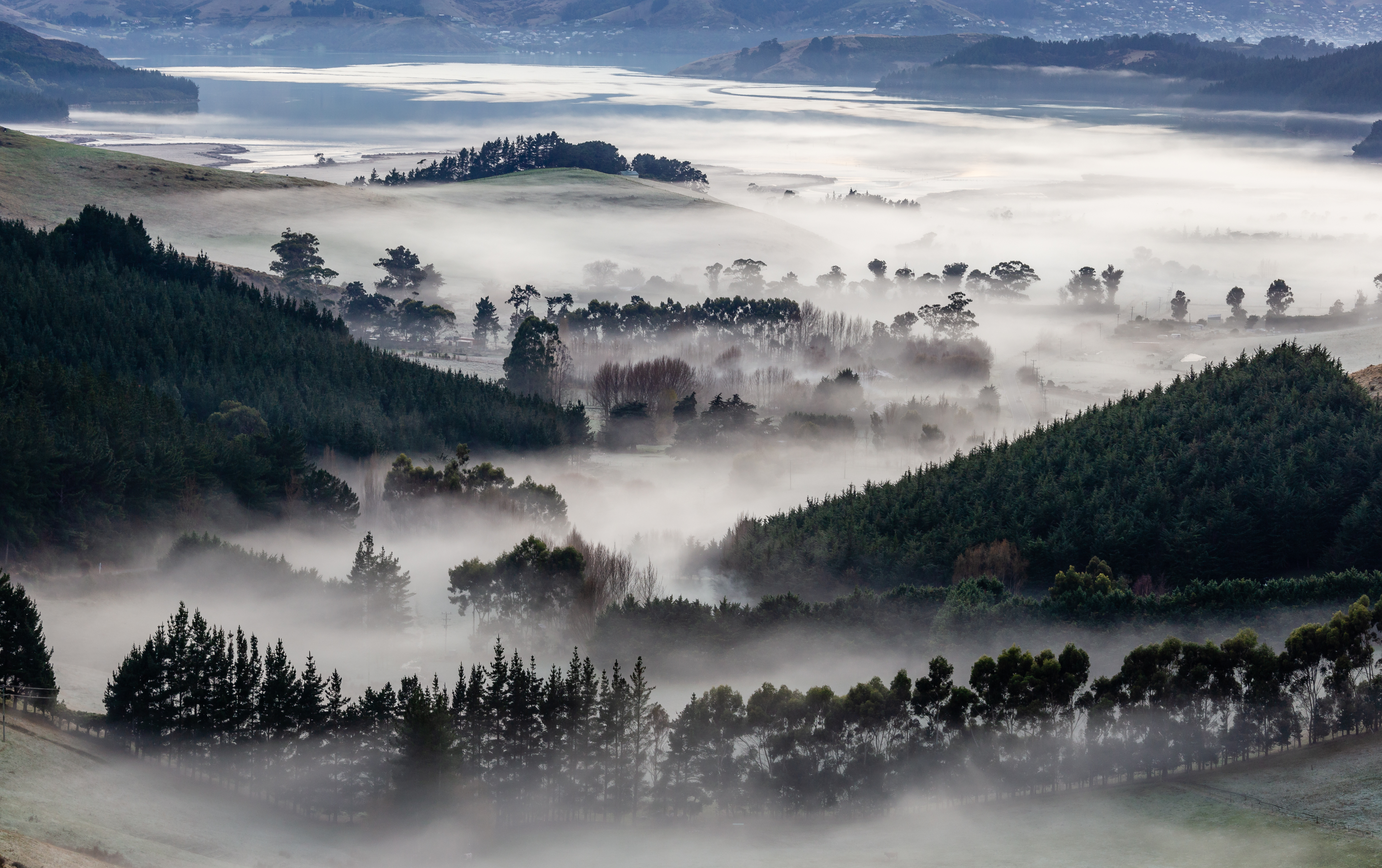
Vue de la passe McQueen vers Lyttelton Harbour. Juillet 2020.

Lyttelton Harbour est l'une des deux plus importantes baies de la péninsule de Banks dans la région de Canterbury en Nouvelle-Zélande.
Elle s'ouvre sur la côte nord de la péninsule et tire son nom de la ville de Lyttelton située à proximité, dont elle est le port.
La zone est constituée d'un cratère volcanique effondré. Deux îles, l'île de Quail (en) et l'île de Ripapa (en), se trouvent dans la baie. L'île de Ripapa possède des fortifications utilisées pendant la Première Guerre mondiale pour l'internement de prisonniers allemands, dont Felix von Luckner.